# Pogrom von Kielce

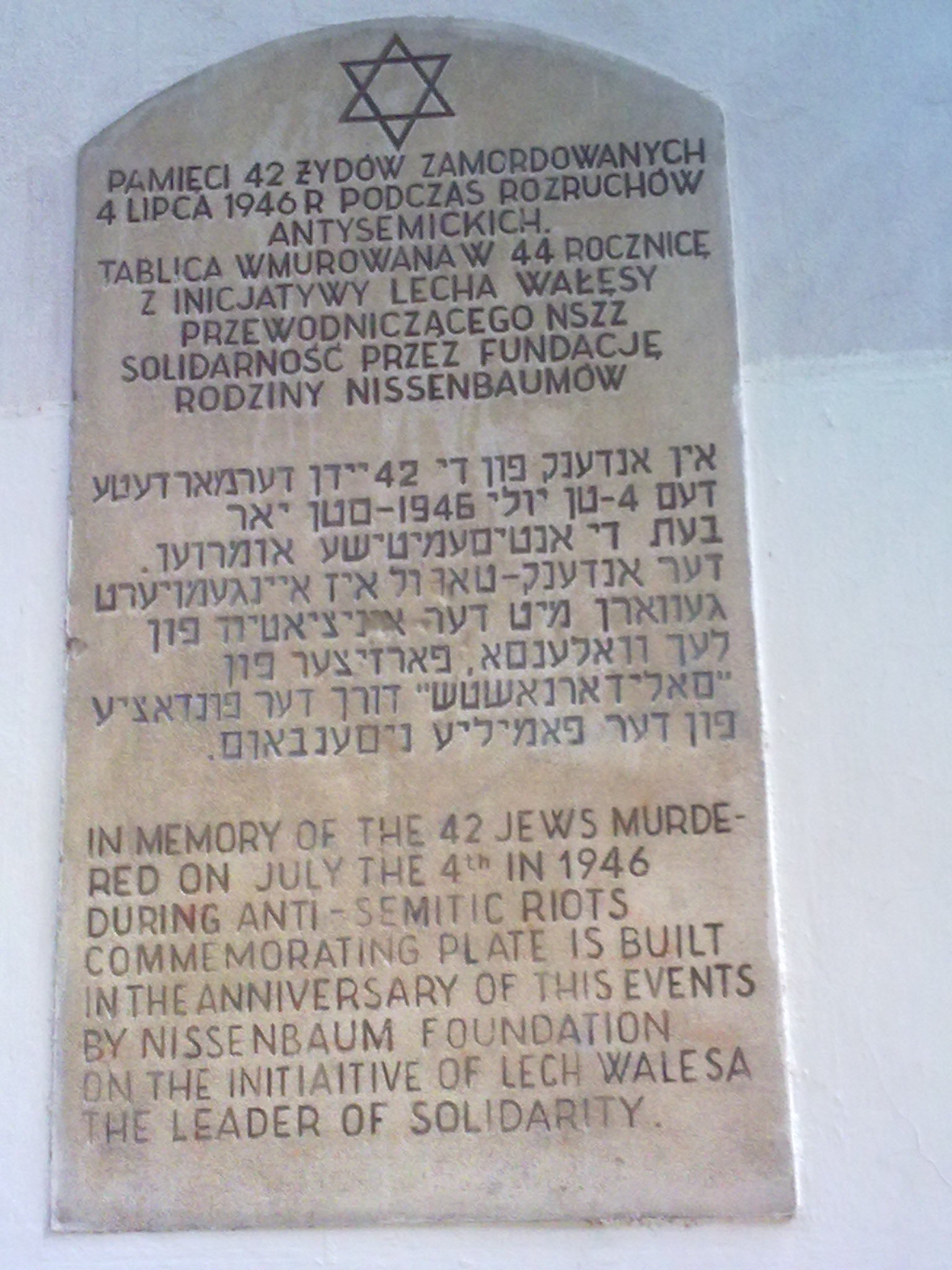
Dreisprachige Gedenktafel: polnisch, jiddisch, englisch

Im Pogrom von Kielce wurden am 4. Juli 1946 in Kielce über 40 polnische Juden ermordet und weitere 80 verletzt, nachdem ein Gerücht über die Entführung eines christlichen Jungen verbreitet worden war. Unter den Opfern befanden sich auch zwei nichtjüdische Polen, die den Angegriffenen zu Hilfe geeilt waren.
Der Pogrom gilt als der bekannteste Übergriff auf jüdische Personen nach dem Ende des Zweiten Weltkriegs und hatte eine jüdische Emigrationswelle aus Polen zur Folge. Die Rolle der staatlichen Stellen bei diesem Pogrom ist bis zum heutigen Tage nicht geklärt.

## Vorgeschichte
Als die deutschen Truppen am 4. September 1939 in Kielce einmarschierten, lebten rund 25.000 Juden in der Stadt. Ab März 1941 wurden sie von den Deutschen in das Ghetto Kielce gesperrt und im Zuge des Holocaust in Vernichtungslager der Aktion Reinhard deportiert oder konnten fliehen. Im August 1944 lebten in Kielce keine Juden mehr. Nach Kriegsende kehrten nach und nach etwa zweihundert Juden nach Kielce zurück. Einige von ihnen waren Überlebende der Konzentrationslager, andere hatten sich verstecken können oder waren ins Innere der Sowjetunion geflohen.

## Der Pogrom

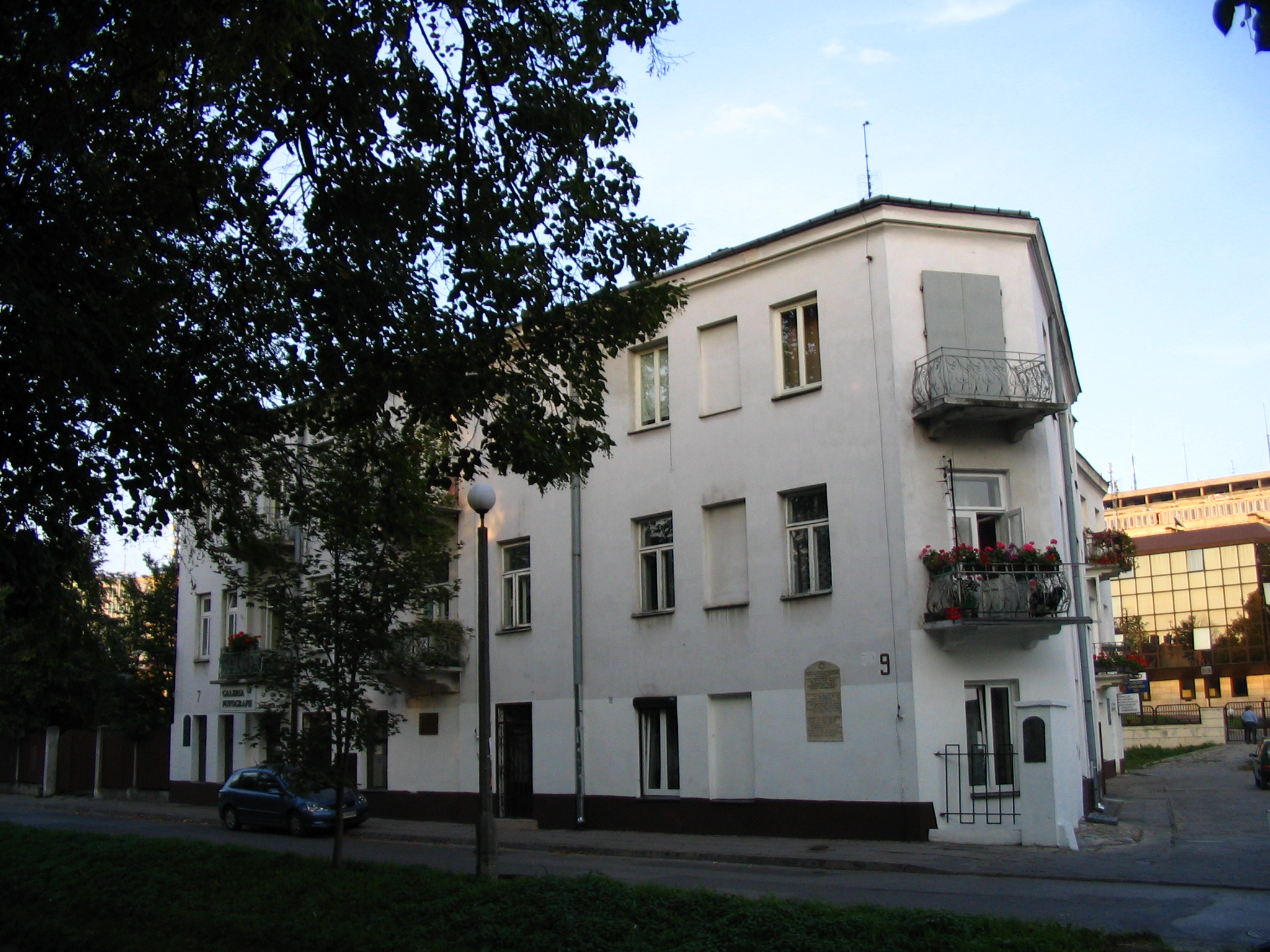
Haus an der Planty Nr. 7, 2006

Auslöser des Pogroms war das Gerücht über die angebliche Entführung des neunjährigen Henryk Blaszcyk, der am 1. Juli Freunde in einem Nachbarort besucht hatte und erst nach zwei Tagen wieder zurückgekehrt war. Am nächsten Morgen, dem 4. Juli, ging sein Vater mit ihm zur Polizei und erzählte, sein Sohn sei von Juden entführt und im Keller jenes Hauses im Zentrum der Stadt, in dem unter anderem das jüdische Komitee untergebracht war und etwa 200 Juden wohnten, festgehalten worden. Polizisten, Vater und Sohn gingen, begleitet von einer wachsenden Menschenmenge, zu dem Haus, wo sich allerdings kein Keller befand. Dennoch kam es zu anti-jüdischen Protesten vor dem Haus, die auch auf die jahrhundertelang propagierten Ritualmordlegenden des christlichen Antijudaismus Bezug nahmen. Angehörige der Miliz betraten das Gebäude und gaben Schüsse ab. Tatenlosigkeit und teilweise Beteiligung der vor Ort anwesenden Milizionäre ermöglichte die Eskalation der Ausschreitungen durch den vor dem Haus versammelten Mob. Der Pogrom, in dessen Verlauf mehr als 40 Menschen ermordet wurden, zog sich über mehrere Stunden hin und wurde erst durch das Einschreiten von herbeigeholten Soldaten beendet.

## Folgen
Die Mehrheit der etwa 300.000 polnischen Juden, die die deutsche Besatzungszeit überlebt hatten, verstand den Pogrom als unmissverständliches Zeichen dafür, dass es für sie in Polen keine sichere Zukunft gab. In den nachfolgenden Monaten verließen im Rahmen der Fluchthilfe-Bewegung Bricha mehrere zehntausend Juden das Land.
Die Überlebenden des Pogroms flohen zum Teil nach Westdeutschland in die Amerikanische Besatzungszone, wo sie als so genannte Displaced Persons (DPs) vorübergehend Aufnahme in DP-Lagern fanden. Die Zahl jüdischer Displaced Persons stieg in der Amerikanischen Besatzungszone von 36.000 im Januar 1946 auf 141.000 im Oktober 1946; im Sommer 1947 lebten mehr als 180.000 Juden (darunter etwa 80 % aus Polen) in rund 70 Lagern. Bei der deutschen Bevölkerung, die unter Nahrungsmangel und Kälte litt, verstärkte die Versorgung und Unterbringung der „ostjüdischen Gruppen“ Missgunst und Vorurteile. Die Ergebnisse einer Umfrage, die das Landeskirchenamt Kassel im Oktober 1946 in 25 Kirchenkreisen machte, zeugen von fehlender Wahrnehmung der Verfolgung osteuropäischer Juden und der deutschen Verantwortlichkeit dafür, von Stilisierung der eigenen Opferrolle und vielfach von ungebrochenen antisemitischen Vorurteilen.

## Aufarbeitung
Zwölf Personen wurden am 9. Juli 1946 wegen ihrer Teilnahme am Pogrom vor Gericht gestellt, von denen am 11. Juli neun zum Tode, drei zu Gefängnisstrafen verurteilt wurden. Die Hinrichtung der neun Verurteilten fand am 12. Juli 1946 um 21.45 Uhr in einem Wald bei Kielce im Geheimen durch Erschießen statt, ohne dass Angehörige und Verteidiger informiert wurden. Die sehr schnelle Vollstreckung der Todesurteile auf Geheiß der angeblich jüdisch kontrollierten kommunistischen Führung, während der am 9. Juli 1946 zum Tode verurteilte ehemalige Reichsstatthalter in Posen, Arthur Greiser, noch am Leben war, führte zu heftigen Protesten in Teilen der polnischen Bevölkerung.
Die kommunistische Propaganda bezichtigte zunächst antikommunistische Gruppierungen der Anzettelung des Pogroms, später waren in der Volksrepublik Polen unabhängige Publikationen über die Hintergründe des Verbrechens von 1946 nicht erlaubt. Andererseits formulierten antikommunistische Regimegegner die bis heute häufig aufgestellte, aber bisher nicht bewiesene These, dass die kommunistischen Sicherheitsorgane die Ausschreitungen ausgelöst hätten, um aus der geplanten Provokation politisches Kapital zu schlagen, insbesondere um die Weltöffentlichkeit von der Fälschung des am 30. Juni 1946 in Polen durchgeführten Referendums abzulenken.
Die Gewerkschaft Solidarność forderte nach 1980 eine Dokumentation und eine Debatte über die antisemitisch motivierten Mordtaten der ersten Nachkriegsjahre. Erst mit der politischen Wende von 1989/90 setzte diese Debatte ein. Zum 50. Jahrestag 1996 gedachte Staatspräsident Aleksander Kwaśniewski der Opfer; allerdings fuhr er nicht nach Kielce, weil es im Stadtrat Widerstand gegen eine Gedenkfeier gegeben hatte. Dies tat erst sein Nachfolger Lech Kaczyński, 2006 sprach er am Ort des Verbrechens von einer „Schande für Polen“.
Das Institut für Nationales Gedenken (IPN), dessen staatsanwaltliche Abteilung 2000 neue Ermittlungen aufgenommen hatte, stellte sie nach vier Jahren ein, denn man habe weder die Hintergründe des Massenmordes aufklären noch lebende Täter ermitteln können. Der Verdacht einer gezielten Provokation wurde jedoch insbesondere in Kreisen der Solidarność thematisiert.
Die Warschauer Kulturanthropologin Joanna Tokarska-Bakir kam nach Prüfung der in polnischen Archiven vorhandener Akten zu dem Pogrom zu dem Schluss, dass die angebliche Provokation durch die Geheimpolizei UB nicht nachweisbar ist. In ihrem 2018 veröffentlichten Buch berichtet sie über die Stimmung in der Gesellschaft Kielces, die zu dem Pogrom geführt habe. Das Buch erhielt 2019 den Yad Vashem International Book Award.
Die Ereignisse wurden im Film Von Hölle zu Hölle (1996) thematisiert, einer deutsch-belarussischen Koproduktion, an der Artur Brauner als Produzent und (neben Oleg Danilov) Drehbuchautor beteiligt war. Ein Dokumentarfilm (Polen/USA) von Michael Jaskulski und Lawrence Loewinger über die Ereignisse und den späteren Umgang damit in der Stadt Kielce – Bogdans Reise (Bogdan’s Journey) – entstand 2016.

## Literarische Rezeption
- Andrzej Szczypiorski: Nacht, Tag und Nacht. Diogenes Verlag Zürich 1991, Kap. 13.
- Cécile Wajsbrot: Mémorial[23]